# Karoline von Günderrode

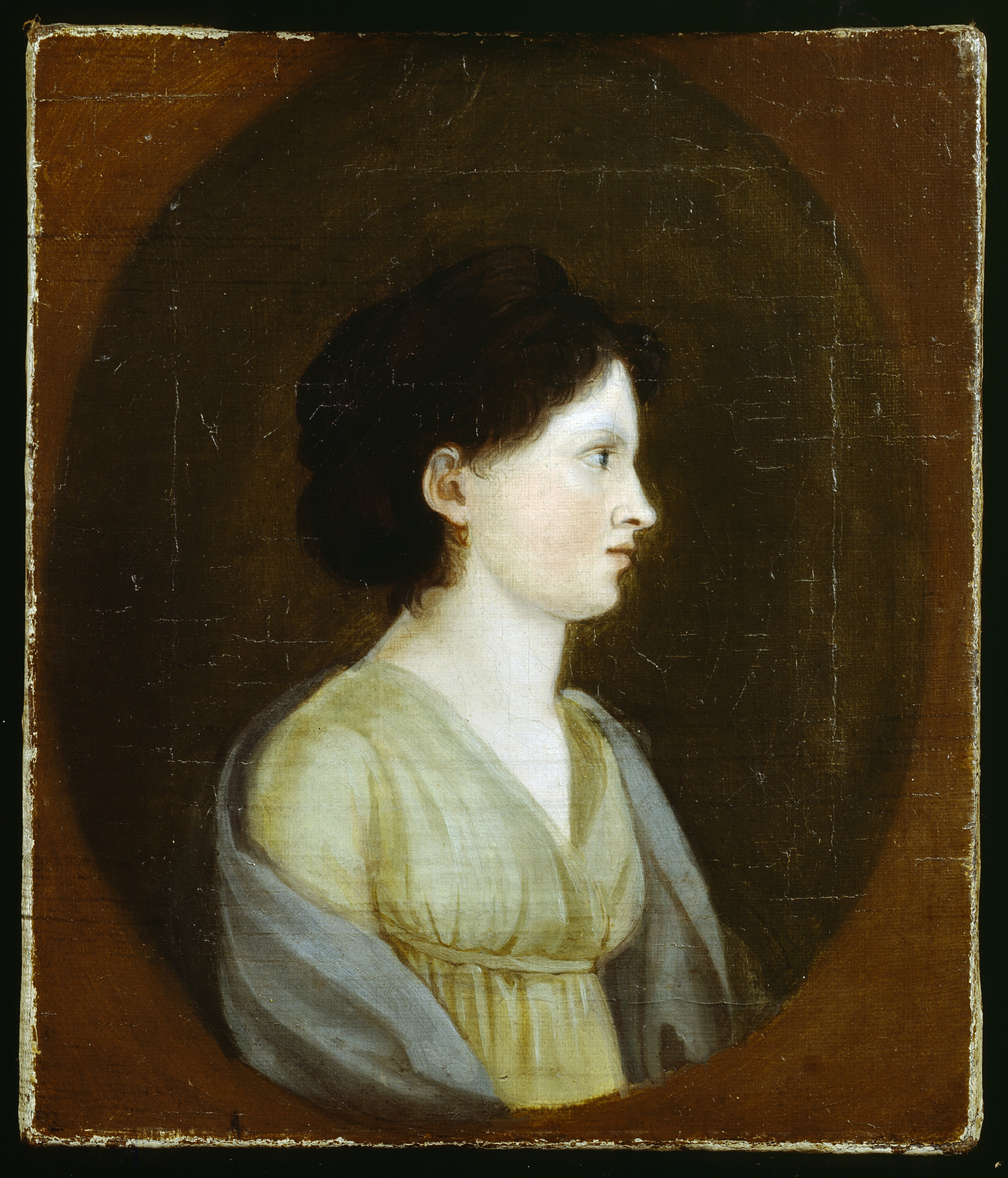
Karoline von Günderrode, 1797, Historisches Museum Frankfurt

Karoline Friederike Louise Maximiliane von Günderrode (* 11. Februar 1780 in Karlsruhe; † 26. Juli 1806 in Winkel) war eine deutsche Dichterin der Romantik.

## Leben und Werk

### Herkunft
Karoline von Günderrode wurde am 11. Februar 1780 in Karlsruhe als ältestes Kind eines badischen Regierungsrates geboren. Sie verlor ihren Vater, den Hofrat und Schriftsteller Hector Wilhelm von Günderrode, im Alter von sechs Jahren. Die Mutter, Luise Sophie Victorie Auguste Henriette Friedrike, geb. von Günderrode aus dem Frankfurter Zweig (1759–1819), zog daraufhin mit ihren fünf Töchtern und ihrem Sohn nach Hanau.
Die Familie Günderrode gehörte seit dem 16. Jahrhundert zu den führenden Patriziergeschlechtern von Frankfurt am Main, die sich in der Ganerbschaft Alten Limpurg zusammengeschlossen hatten. Karolines Bruder war der spätere Senator und Ältere Bürgermeister der Freien Stadt Frankfurt, Friedrich Carl Hector Wilhelm von Günderrode.
Die Günderrodes schrieben sich stets mit doppeltem „r“, was später gelegentlich missachtet wurde – daher die häufig zu lesende Namensform Günderode – und erst seit den 1970er Jahren wieder Eingang in die Literatur fand.

### Kindheit und Jugend
Nach dem Tod des Vaters 1786 erhielt Karolines Mutter eine Pension von 300 Gulden im Monat, was nicht ausreichte, um sich und die sechs Kinder standesgemäß zu erhalten. Sie zog deshalb mit ihnen nach Hanau, wo Verwandte sie unterstützten. Karoline missbilligte den ausschweifenden Lebensstil, den ihre Mutter in Hanau an den Tag legte, weil damit das Erbe verbraucht wurde, das auch den Kindern zustand. Karoline kümmerte sich um ihre jüngeren Geschwister, während die Mutter sich dem Leben bei Hofe widmete. Es kam vermehrt zu Auseinandersetzungen zwischen den beiden Frauen und schließlich zum Kontaktabbruch.
Auf Betreiben der Mutter wurde Karoline mit siebzehn Jahren als Stiftsdame des evangelischen Cronstetten-Hynspergischen Adeligen Damenstift in Frankfurt am Main angenommen. Das Stift sicherte mittellosen weiblichen Angehörigen der Alten-Limpurger Familien den materiellen Lebensunterhalt. Die Stiftsdamen waren zu einem „sittsamen Lebenswandel“ angehalten. Karoline war die mit Abstand Jüngste unter ihnen. Sie studierte im Stift Philosophie, Geschichte, Literatur und Mythologie und entwickelte eine tiefe Sehnsucht nach einem erfüllten, selbstbestimmten Leben. Sie las viel, u. a. Goethe, Schiller, Novalis, Jean Paul, Schlegel, Hölderlin, Kant, Fichte und Herder. Von der umfangreichen Lektüre inspiriert, begann sie selbst zu dichten, außerdem führte sie Arbeitshefte zu den Themen Geographie, Metrik und Physiognomik. Die Französische Revolution begeisterte sie. Ihre Liebesgeschichten hielten sie in Atem. Schon früh zeichneten sich die Themen ab, die sie ein Leben lang beschäftigen sollten: Gefangenschaft und Freiheit, Liebe und Tod.

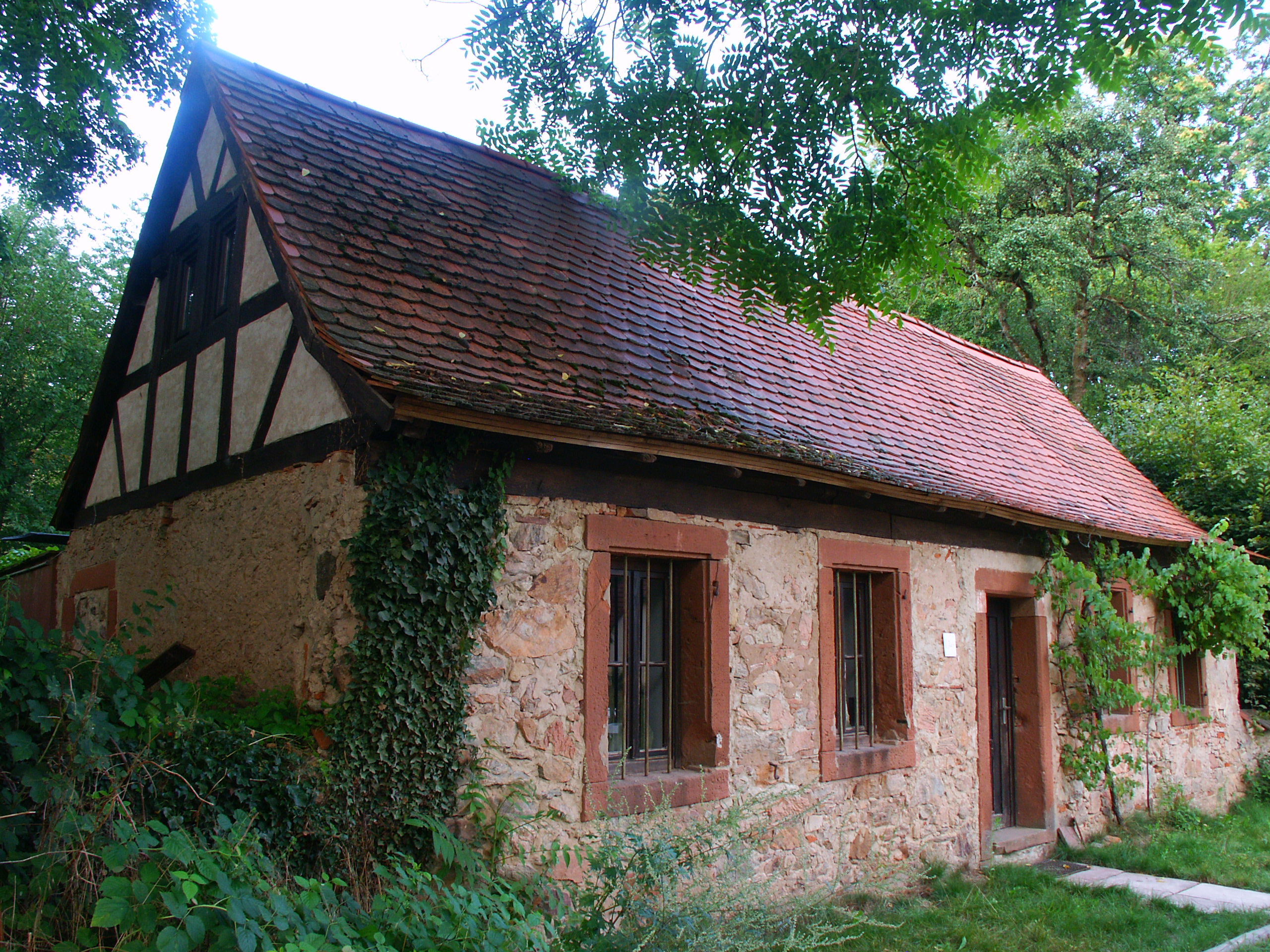
Karoline-von-Günderrode-Haus;
im Hof Trages, dem Hofgut von
Friedrich Carl von Savigny im
hessischen Freigericht-Somborn

Ihre erste große Liebe wurde Friedrich Carl von Savigny, später der bedeutendste Jurist seiner Zeit und Minister des „Romantikers auf dem Thron“, König Friedrich Wilhelm IV. Savigny war damals Jurastudent und führte das junge Mädchen in den Kreis der Romantiker ein. „Ich liebe, wünsche, glaube, hoffe wieder, und vielleicht stärker als jemals“, gestand die Neunzehnjährige einer Freundin. Savigny ahnte nicht, dass seine Verehrerin Gedichte schrieb. Sie hatte allen Grund, es zu verbergen.
„Das Reich, in dem wir zusammentrafen, senkte sich herab wie eine Wolke, die sich öffnete um uns in ein verborgenes Paradies aufzunehmen“, erinnerte sich Bettina von Arnim später in ihrem Buch Die Günderode an die gemeinsame Zeit. Die enge Freundschaft zu der ebenfalls sehr wissensdurstigen Bettina von Arnim brach Karoline von Günderrode kurz vor ihrem Tod abrupt ab, da ihr Geliebter Friedrich Creuzer die Brentano-Familie nicht schätzte.
Karoline klagte zeit ihres Lebens über Kopf- und Augenschmerzen. Die Beschreibung ihrer zeitweiligen Sehstörungen lassen eine Erkrankung am Grünen Star möglich erscheinen.

### „Sappho der Romantik“
Als Karoline von Günderrode mit 24 Jahren unter dem Pseudonym „Tian“ ihr erstes Buch, Gedichte und Phantasien, veröffentlichte, schrieb Goethe an Heinrich Carl Abraham Eichstädt über die ihm zugesandten Gedichte samt Rezension: „Diese Gedichte sind wirklich eine seltsame Erscheinung und die Recension brauchbar.“ Auch der zwei Jahre ältere Clemens Brentano war überrascht: „Ich kann es immer noch nicht verstehen, wie Sie Ihr ernsthaftes poetisches Talent vor mir verbergen konnten“.
Clemens Brentano wurde kurz darauf berühmt. Das Werk Karolines von Günderrode steht bis heute im Schatten ihres Lebens. Dabei schrieb sie einige der schönsten Gedichte der europäischen Romantik, so das todessehnsüchtige Hochroth. Ihre Dichtungen sind schwermütig, kühn und eingängig. Schon im neunzehnten Jahrhundert nannte man Karoline von Günderrode die „Sappho der Romantik“.
Günderrodes Dichtungen bringen den Konflikt zum Ausdruck, in dem sich eine liebende Frau damals befand, die zugleich ihre eigenen Ideen zu verwirklichen suchte; sie nehmen auch das Ende ihres hochgespannten Lebens vorweg:

„In die heitre freie Bläue
In die unbegränzte Weite
Will ich wandeln, will ich wallen
Nichts soll meine Schritte fesseln.

Leichte Bande sind mir Ketten
Und die Heimat wird zum Kerker.
Darum fort und fort ins Weite
Aus dem engen dumpfen Leben.“

Die ungewöhnliche Erscheinung der Stiftsdame und Poetin war schon den Zeitgenossen ein Rätsel. Auch die Bedingungslosigkeit ihrer Poesie irritierte viele ihrer Leser. Günderrodes Dichtung erschien „etwas zu kühn und männlich“, wie Karoline Rudolphi, die Vorsteherin eines Heidelberger Mädchenpensionats urteilte. Man zweifelte an ihrer Weiblichkeit. Karoline von Günderrode verstieß offenbar gegen Konventionen der damaligen Zeit, wie eine Frau sich zu verhalten und wie sie zu dichten habe.
„Ich habe keinen Sinn für weibliche Tugenden, für Weiberglückseligkeit“, bekannte sie 1801 in einem Brief an Kunigunde Brentano mit einundzwanzig Jahren. „Nur das Wilde, Große, Glänzende gefällt mir. Es ist ein unseliges, aber unverbesserliches Mißverhältnis in meiner Seele; und es wird und muß so bleiben, denn ich bin ein Weib und habe Begierden wie ein Mann, ohne Männerkraft. Darum bin ich so wechselnd und uneins mit mir.“

### Die große Liebe
Auf einem Ausflug zur Abtei Neuburg bei Heidelberg lernte Karoline den bedeutenden Philologen und Mythenforscher Friedrich Creuzer und seine dreizehn Jahre ältere Frau kennen. Nun erhielten ihre Lebensthemen einen Schub – und auch ihre Konflikte. Creuzer schätzte ihre Dichtung und half ihr, diese zu verlegen. Günderrode und Creuzer  versprachen sich, einander bis in den Tod zu lieben. „Den Verlust Deiner Liebe könnte ich nicht ertragen“, schrieb die junge Frau dem Forscher in einem ihrer Briefe, die von manchem als die schönsten Liebesbriefe der deutschen Literatur angesehen werden.
Friedrich Carl von Savigny indes heiratete Clemens Brentanos Schwester Kunigunde (Gunda), Clemens Brentano heiratete Sophie Mereau. Doch Karoline von Günderrode konnte sich ein Leben als Professorengattin nicht vorstellen. Und Friedrich Creuzer bemängelte: „Lina schickt sich zur Ehe nicht…“
Der Gelehrte spielte mit dem Gedanken an eine ménage à trois. „Meine Frau sollte bei uns zu bleiben wünschen – als Mutter, als Führerin unseres Hauswesens. Frei und poetisch sollte Ihr Leben sein“, schlug er Günderrode vor. Es war die Zeit neuer Entwürfe des Zusammenlebens. So steht Creuzers Utopie in Beziehung zu den revolutionären Vorstellungen, wie sie zur gleichen Zeit in Frankreich Henri de Saint-Simon und sein Freundeskreis zu leben versuchten. Von einigen Kennern der Zeit wird sie gleichwohl als Charakterschwäche eingestuft – der kränkliche Friedrich Creuzer hatte nicht den Mut, sich von seiner Frau zu trennen.
Karoline von Günderrode beschäftigte sich unter Creuzers Einfluss mit dem Studium früher, auch matriarchaler Gesellschaften. Auch darin war sie ihrer Zeit voraus. In Männerkleidung wollte sie Creuzers Vorlesungen besuchen, um dem Geliebten so nah wie möglich zu sein.

### Tod

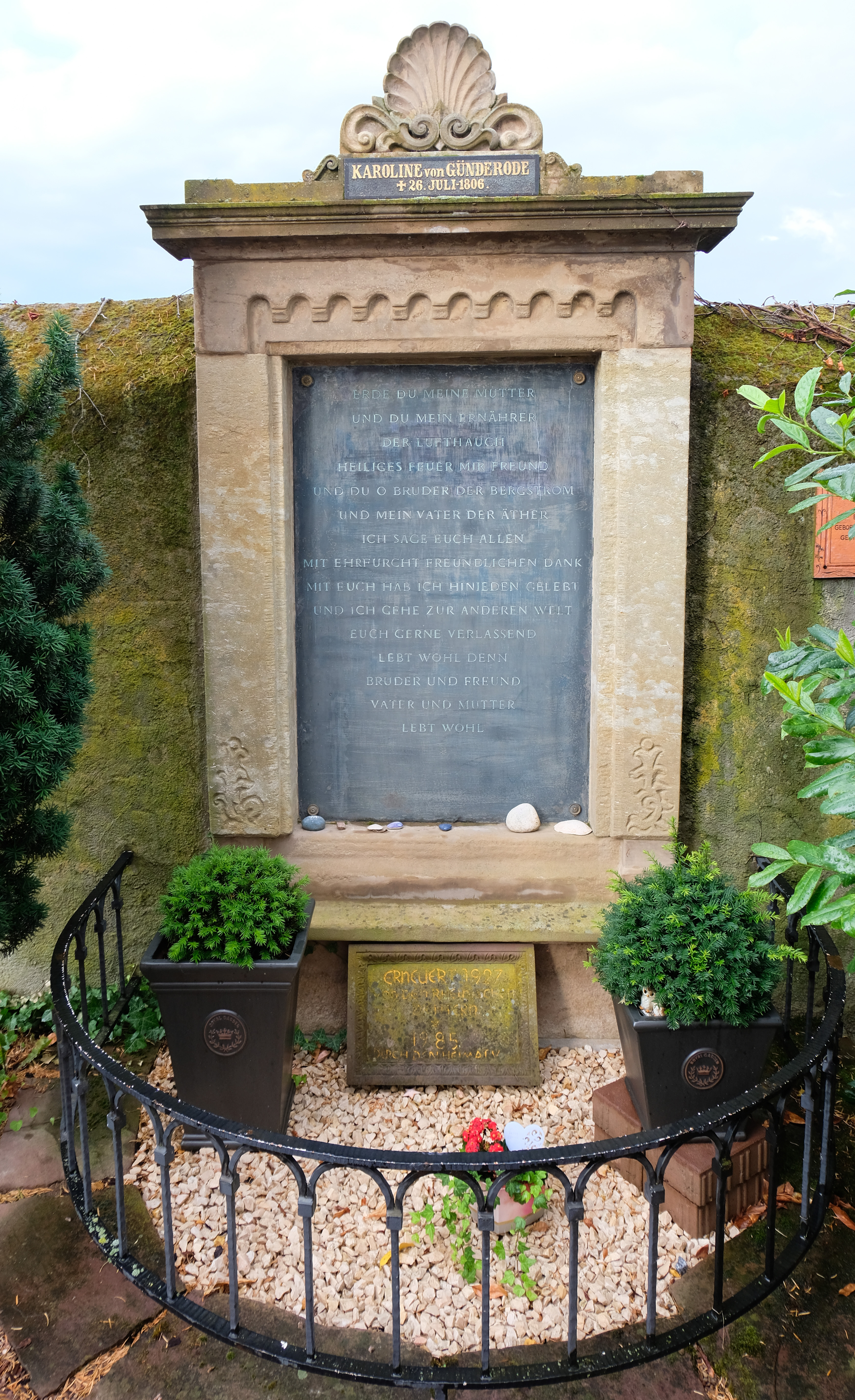
Grab der Karoline von Günderrode in Winkel (Rheingau)

Als Creuzer erkrankte und seine Frau ihn gesund pflegte, schwor er ihr, sich von seiner jungen Geliebten zu trennen. Am 26. Juli 1806 erhielt Karoline die Nachricht. 
Bereits nach dem Tod ihrer Lieblingsschwester Charlotte 1801 hatte sich Karoline auf der Frankfurter Ostermesse einen Dolch gekauft. Von einem Chirurgen hatte sie sich Rat geholt, wie er am besten gegen sich selbst zu führen sei. Aus unglücklicher Liebe erdolchte sie sich selbst am Flussufer in Winkel im Rheingau. Am nächsten Tag fand man ihre Leiche im Wasser. „Eine tiefe Wunde, nicht ganz ein Zoll lang; der Stich zwischen 4. und 5. Rippe in die linke Herzkammer eingedrungen“, vermerkt das ärztliche Protokoll. Bestattet wurde sie an der Friedhofsmauer der Winkeler Pfarrkirche St. Walburga.
Friedrich Creuzer ließ das sich zum Zeitpunkt von Günderrodes Tod in Druck befindliche Werk Melete einstampfen. 1896 wurde der Fund von 4 Druckbögen und einem Korrekturbogen des Manuskripts bekannt gemacht. Die Fragmente wurden von Johann Friedrich Heinrich Schlosser in dessen Stift Neuburg aufbewahrt. Im selben Jahr und 1899 folgten Teilausgaben von Stücken aus Melete. Erst 1906, 100 Jahre nach dem Tod der Dichterin, konnte eine vollständige Ausgabe der erhalten gebliebenen Fragmente von Melete veröffentlicht werden.

## Wirkung

### Historische Bedeutung
Trotz ihrer außerordentlichen Lebensgeschichte ist Karoline von Günderrode kein isoliertes Phänomen. Sie kann im Kontext mit Zeitgenossen wie Bettina von Arnim, zwischen den „Zerrissenen“ der Epoche wie Ferdinand Raimund, Friedrich Hölderlin, Heinrich von Kleist und Lord Byron, aber auch in Beziehung zu Künstlerinnen wie Rosalba Carriera und Elisabeth Vigée-Lebrun, Angelika Kauffmann und später lebenden Frauen wie der ebenfalls früh verstorbenen russischen Malerin Marie Bashkirtseff gesehen werden.

### Rezeption heute
Schon seit langem finden Lebensgeschichten von Frauen des frühen neunzehnten Jahrhunderts große Beachtung, beginnend mit dem Theaterstück von Albert Steffen Caroline von Günderrode. Eine Tragödie aus der Zeit der deutschen Romantik. Bücher wie Ingeborg Drewitz’ Bettina von Arnim und Carola Sterns Biographien über Rahel Varnhagen und Dorothea Schlegel werden nicht nur vom weiblichen Publikum verschlungen. Hans Magnus Enzensberger hat unter dem Titel Requiem für eine romantische Frau den Briefwechsel zwischen Auguste Bußmann und Clemens Brentano herausgegeben; er wurde zu einem der erfolgreichsten Bände der Anderen Bibliothek und 1998 von Dagmar Knöpfel verfilmt. Auch Sigrid Damms „Recherche“-Roman Christiane und Goethe ist hier zu nennen.
Die Radikalität, mit der Karoline ihr Gefühl auszuleben versuchte, faszinierte schon ihre Zeitgenossen. Nach ihrem Tod erschienen mehrfach Auswahlbände ihres poetischen Werks und vor allem ihrer Briefe. In den 1970er Jahren wurde Karoline zu einer Identifikationsfigur der Frauenbewegung. In der „Sammlung Luchterhand“ erschien die Anthologie Der Schatten eines Traumes. Gedichte, Prosa, Briefe, Zeugnisse von Zeitgenossen, herausgegeben von Christa Wolf. Wolf verfasste darin einen sehr genauen und zugleich einfühlsamen Essay über Günderrode. Zeitgleich machte Wolf Karoline von Günderrode zu einer Protagonistin ihrer Erzählung Kein Ort. Nirgends, in der es zu einer fiktiven Begegnung der Günderrode mit Heinrich von Kleist kommt, da die Schicksale der beiden dichtenden Zeitgenossen gewisse Parallelen aufweisen.
Neben der von Walter Morgenthaler herausgegebenen historisch-kritischen Gesamtausgabe liegt seit Februar 2006 durch Dagmar von Gersdorff eine ausführliche Biographie von Günderrodes, die eine in ihrer Radikalität repräsentative Frauengestalt der Romantik ist, vor. Sie verkörpert in Leben und Werk Genie, Einsamkeit, Liebe und Tod einer Frau um 1800 und kann in ihrem spezifisch weiblichen Freiheitsdrang als eine Vorgängerin der Liberalisierungsbewegung betrachtet werden: „O, welche schwere Verdammnis, die angeschaffenen Flügel nicht bewegen zu können!“
Noch heute ist ein kleines Haus auf Hof Trages nach ihr benannt. Sie pflegte dort zu wohnen, wenn sie sich mit den Arnims, Brentanos und Savignys traf, mit denen sie befreundet war.
In der Oper Kleist von Rainer Rubbert und Tanja Langer kommt es zu einer fiktiven Begegnung von Günderrode und Kleist.
Auf der Rückseite des letzten 5-DM-Scheins (BBk III, 1990) ist ihre Unterschrift als Faksimile in der unteren rechten Ecke dargestellt.
Im Film Heimat 3 von Edgar Reitz kommt mit dem Günderodehaus bei Oberwesel ein fiktives Wohnhaus der Dichterin vor.

## Ausgaben
- Walter Morgenthaler (Hrsg.): Sämtliche Werke und ausgewählte Studien. Historisch-Kritische Ausgabe. Stroemfeld / Roter Stern, Basel / Frankfurt am Main 1990–1991, ISBN 3-87877-970-4. (Neuauflage 2006, ISBN 3-87877-964-X)
  - Band 1: Texte. 1990.
  - Band 2: Varianten und ausgewählte Studien. 1991.
  - Band 3: Kommentar. 1991.
- Werke und Briefe. 5 Bände Bd. 1–4 hrsg. von Gustav Konrad. Bd. 5 hrsg. von Joachim Müller. Frechen/Köln 1959–1963.
- Hannelore Schlaffer (Hrsg.): Gedichte, Prosa, Briefe. Stuttgart 1998, ISBN 3-15-009722-3.
- Christa Wolf (Hrsg.): Der Schatten eines Traumes. Gedichte, Prosa, Briefe, Zeugnisse von Zeitgenossen. Buchverlag Der Morgen Berlin 1979. (Neuauflage München 1997, ISBN 3-423-12376-1)